# Rosario Scalero
Natale Rosario Scalero (Moncalieri, 24 décembre 1870 – Montestrutto, 25 décembre 1954) est un violoniste, professeur de musique et compositeur italien.

## Biographie
Rosario Scalero naît à Moncalieri. Vers ses six ans, Rosario Scalero est déjà sous la tutelle de Pietro Bertazzi, un violoniste, luthier  et professeur au Conservatoire sainte-Cécile de Rome. En 1881, il entre au Liceo Musicale de Turin sous la direction de Luigi Avalle, puis à l'âge de quinze ans, avec César Thomson. Après être retourné un temps chez lui à Moncalieri, pour des raisons de santé, il revient à Turin pour étudier avec Camillo Sivori et vers 1889, apparaît au sein du Quatuor Sivori.
En 1891, Rosario Scalero fait ses débuts en récital à Leipzig ; puis il joue à Milan, Rome, Londres et dans toute l'Europe et reçoit de bonne critiques. En 1895, il se rend à Londres pour étudier et assister le violoniste August Wilhelmj (premier violon lors de la première mondiale en 1876 de L'Anneau du Nibelung à Bayreuth). En 1900, il quitte Londres pour Vienne, où il est élève en composition d'Eusebius Mandyczevski.
En 1907, Rosario Scalero retourne à Rome et en 1913, il rejoint la Società del Quartetto et en devient le directeur musical et le premier violon. En 1919, il succède à Ernest Bloch en tant que professeur de composition à la Mannes School of Music de New York. Après 1927, il enseigne au célèbre Curtis Institute de Philadelphie, bien qu'apparemment en gardant une résidence en Italie, à Gressoney. L'un de ses étudiants les plus connus du Curtis, est le compositeur Samuel Barber. Pendant cette période américaine, il a également enseigné la composition à Marc Blitzstein et George Walker. En 1946, il retourne à Montestrutto, près d'Ivrée, où il meurt en 1954.

## Œuvres
- Suite pour Quatuor à cordes et orchestre à cordes
- La Divina Foresta, poème symphonique pour grand orchestre
- Sonate pour violon (op. 12, en ré mineur, publié en 1910)